# Ariarathes 6. af Kappadokien
Ariarathes 6. Epifanes Filopator (? – 116 f.Kr.) var konge af Kappadokien 130 f.Kr. til 116 f.Kr. efter faderen Ariarathes 5..
Ved faderens død i 130 f.Kr. var Ariarathes 6. stadig mindreårig. Styret af kongeriget blev af denne grund varetaget af moderen dronning Nysa, der fik forgiftet fem af hans brødre. Nysa var i bund og grund blot nabolandet Pontos' forlængede arm i kongeriget. Det kappadokiske folk var dog loyale mod dynastiet og dræbte Nysa. Kongen af Pontos, Mithridates 5. valgte at intervenere og tog kontrollen med Kappadokien. Den pontiske konge fik sin datter Laodike gift med Ariarathes. Kappadokien var i de næste år en satelitstat til Pontos. I 116 f.Kr. fik den nye pontiske konge, Mithridates 6., dog Ariarathes myrdet. Til dette brugte han den kappadokiske adelsmand Gordios.
Efter sin død herskede enken Laodike for en kort tid over kongeriget for sine sønner med Ariarathes.